# 博羅瓦 (丘胡伊夫區)
49°47′44″N 36°18′18″E / 49.79556°N 36.30500°E
博羅瓦（烏克蘭語：Борова）是位於烏克蘭東部的村莊，由哈爾科夫州丘胡伊夫区的茲米伊夫市鎮負責管轄。該村始建於1660年，面積3.66平方公里，海拔高度132米，2001年人口2,419，人口密度每平方公里661.7人。